# كارول هيلر
كارول هيلر (بالبولندية: Karol Hiller)‏ هو رسام ومصور بولندي، ولد في 19 ديسمبر 1891 في وودج في بولندا، وتوفي بنفس المكان في 1939.